# رسمية (اسم)
رسمية هو اسم علم مؤنث من أصل عربي، ومعناه هو ذات العينين السود، والدعجاء من كانت عيناها شديدتي السواد مع سعتهما، ويقال ليل أدعج أي أسود.

## شخصيات تحمل الاسم
- رسمية عودة (1947 – )

## وصلات خارجية
- موسوعة السلطان قابوس لأسماء العرب نسخة محفوظة 5 أبريل 2019 على موقع واي باك مشين.